# Lionel Corporation
Pour les articles homonymes, voir Lionel.
Lionel Corporation (ou Lionel) est une marque américaine de jouets et de trains miniatures disparue en 1993.

## Histoire

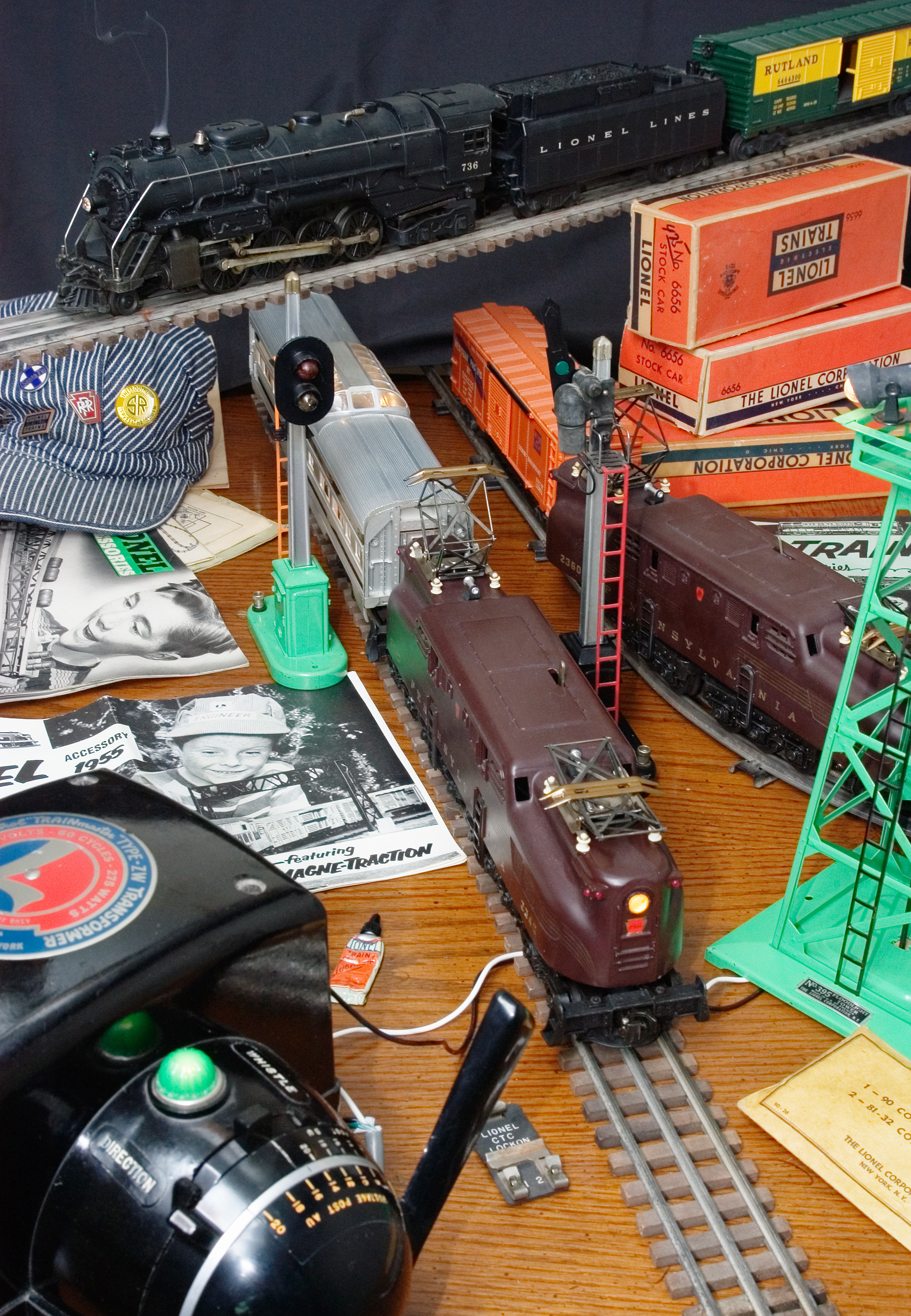
Trains Lionel produits après-guerre.

Fondée en 1900 par Joshua Lionel Cowen et Harry C. Grant à New York, la firme a produit et vendu des produits divers (notamment à ses débuts du matériel électrique et un dispositif de flash photographique), mais les trains miniatures et les trains jouets ont été sa grande spécialité, de 1901 à 1969 : dans les années 1950, au plus fort de son succès, Lionel a vendu pour 25 millions de dollars de trains miniatures par an. 
À partir de 1915, Lionel produira essentiellement des trains à l'échelle Zéro (1:48 aux USA). La Seconde Guerre mondiale stoppera la fabrication de produits ferroviaires, l'usine étant reconvertie dans la fabrication de pièces d'avion.
Après avoir vendu sa production de trains miniatures à General Mills sous le nom de Lionel, LLC, la firme s'est consacrée à la gestion de plusieurs chaînes de magasins de jouets. Après plusieurs épisodes financiers difficiles, Lionel Corporation a disparu en 1993.
De par leur popularité, les trains électriques Lionel sont présents dans le National Toy Hall of Fame. En 2011, les modèles sont très prisés sur le marché des collectionneurs.